# Luís Martins e Silva
Luís Martins e Silva (?, 5 de novembro de 1898 — Rio de Janeiro, 1970]]) foi um político brasileiro. Exerceu o mandato de deputado classista constituinte em 1934.